# Stanisław Kołodziejski (oficer)
Stanisław Witold Kołodziejski (ur. 10 listopada 1891 we Lwowie, zm. z ran 8 sierpnia 1915 w Krakowie) – podporucznik Legionów Polskich, kawaler Krzyża Srebrnego Orderu Wojskowego Virtuti Militari.

## Życiorys
Syn Bolesława (urzędnika miejskiego) i Marii z domu Tetmajer.
Ukończył szkołę realną we Lwowie, następnie studiował w krakowskiej Akademii Sztuk Pięknych. Od stycznia 1912 r. działał w Związku Strzeleckim, kończąc kurs oficerski tej organizacji. W sierpniu 1914 roku wstąpił do Legionów Polskich, w których otrzymał przydział na stanowisko dowódcy plutonu w 4 kompanii I batalionu 1 pułku piechoty. 9 października tegoż roku został mianowany na stopień podporucznika piechoty. W grudniu 1914 r. przebywał na leczeniu w Cieplicach. Następnie (w styczniu 1915 r.) objął dowodzenie nad III plutonem 1 kompanii w VI batalionie I Brygady Legionów Polskich .
Wyróżnił się w dniu 1 czerwca 1915 roku podczas walk pod Żernikami, w trakcie bitwy pod Konarami. Wówczas to podczas uderzenia grenadierów rosyjskich na austriacką 25 Dywizję Piechoty, pozostał przed własnymi pozycjami dowodząc wysuniętą placówką. Okrążony przez wroga, po walce na granaty i bagnety, odrzucił go i doprowadził swych żołnierzy do macierzystego batalionu. Wielokrotnie ranny podczas tej walki, został przewieziony do szpitala garnizonowego w Krakowie, gdzie zmarł po dwóch miesiącach . Za ten czyn odznaczony został w późniejszym okresie Krzyżem Srebrnym Orderu Virtuti Militari. Nadanie to zostało następnie potwierdzone dekretem Wodza Naczelnego marszałka Józefa Piłsudskiego L. 13000.VM z dnia 17 maja 1922 roku (opublikowanym w Dzienniku Personalnym Ministerstwa Spraw Wojskowych Nr 1 z dnia 4 stycznia 1923 roku).
Stanisław Kołodziejski nie zdążył założyć rodziny. Spoczywa w kwaterze „A” cmentarza Rakowickiego w Krakowie.
Za pracę w dziele odzyskania niepodległości został, na mocy zarządzenia prezydenta Rzeczypospolitej Ignacego Mościckiego z dnia 15 czerwca 1932 roku, odznaczony pośmiertnie Krzyżem Niepodległości.

## Ordery i odznaczenia
- Krzyż Srebrny Orderu Wojskowego Virtuti Militari nr 7173[1][4]
- Krzyż Niepodległości[e]